# Regina Stracke
Regina Stracke (* 11. Juli 1883 in Rahrbach, jetzt Kirchhundem als Maria Elisabeth Stracke; † 28. November 1963 in Kitega, Burundi) war eine Missionarin und Ordensgründerin.

## Herkunft
Maria Elisabeth Stracke war das zweite von vier Kindern der Eheleute Caspar Stracke und Regina Stracke geb. Neuhaus. Der Vater übte das Schneiderhandwerk aus. Er siedelte 1871 von Würdinghausen nach Dahlhausen um, kehrte aber 1883 mit seiner Familie ins Sauerland zurück. 1885 ließ sich die Familie wieder in ihrem Heimatdorf Würdinghausen nieder, 1887 erwarb sie dort das so genannte Stempes-Haus. Die Mutter von Maria Elisabeth Stracke starb 1893. Der jüngere Bruder, Friedrich Stracke, wurde 1937 Missionar der Weißen Väter in Burundi.

## Ordensleben
Am 1. März 1907 trat Maria Elisabeth Stracke in Boxtel (Holland) in die Genossenschaft der Missionsschwestern Unserer Lieben Frau von Afrika (Weiße Schwestern) ein und nahm den Ordensnamen Regina an. Nach dem Noviziat wirkte sie zunächst im Mutterhaus St. Charles in Algier, dann in der Missionsstation in Kabylien. 1910 wurde sie zur Mission nach Ruanda gesandt, wo sie in der Missionsstation Nyondo arbeitete. Für ihre Tätigkeit erlernte sie die schwierige Sprache der Kinyarwanda.

## Bene-Terezya-Schwestern
Schwester Regina gründete am 15. August 1933 in Burundi die Kongregation der Bene-Terezya-Schwestern, deren Satzung 1942 durch den Vatikan genehmigt wurde. In ihrer Funktion als Ordensoberin wurde sie fortan „Mutter Regina“ genannt. Der Orden gründete im Inneren Afrikas Kranken-, Waisen- und Siechenhäuser, Altersheime, Kindergärten und zahlreiche Missionsstationen. Mutter Regina starb am 28. November 1963 und wurde neben dem Mutterhaus ihres Ordens in Kitega, Burundi beigesetzt. Ihr Andenken wird in Burundi noch heute in Ehren gehalten.